# Beurawang (Sukajaya)
Beurawang is een bestuurslaag in het regentschap Sabang van de provincie Atjeh, Indonesië. Beurawang telt 300 inwoners (volkstelling 2010).